# Alchemilla lapeyrousei
Alchemilla lapeyrousei é uma espécie de rosácea do gênero Alchemilla, pertencente à família Rosaceae.